# Фридман, Пэтри
Пэтри Фридман (англ. Patri Friedman, родился 29 июля 1976 года в Блэксбурге, штат Вирджиния) — активист и теоретик политической экономии, бывший инженер-программист и игрок в покер. Он выступает за быстрый, форсированный прогресс в направлении увеличения личной свободы человека путём создания новых стран, которые могут экспериментировать с различными вариантами альтернативных социальных структур. Его предпочитаемый метод — систейдинг, строительство и проживание в свободных сообществах, плавающих в открытом море: «Дело не только в создании одной политической системы или типа систем, но и в разработке готового к немедленному использованию метода создания новых стран, с тем, чтобы многие группы смогли опробовать множество собственных вариантов, и все мы могли бы вместе учиться этому.». Также Пэтри Фридман является участником трансгуманистической организации «Humanity+».

## Институт систейдинга

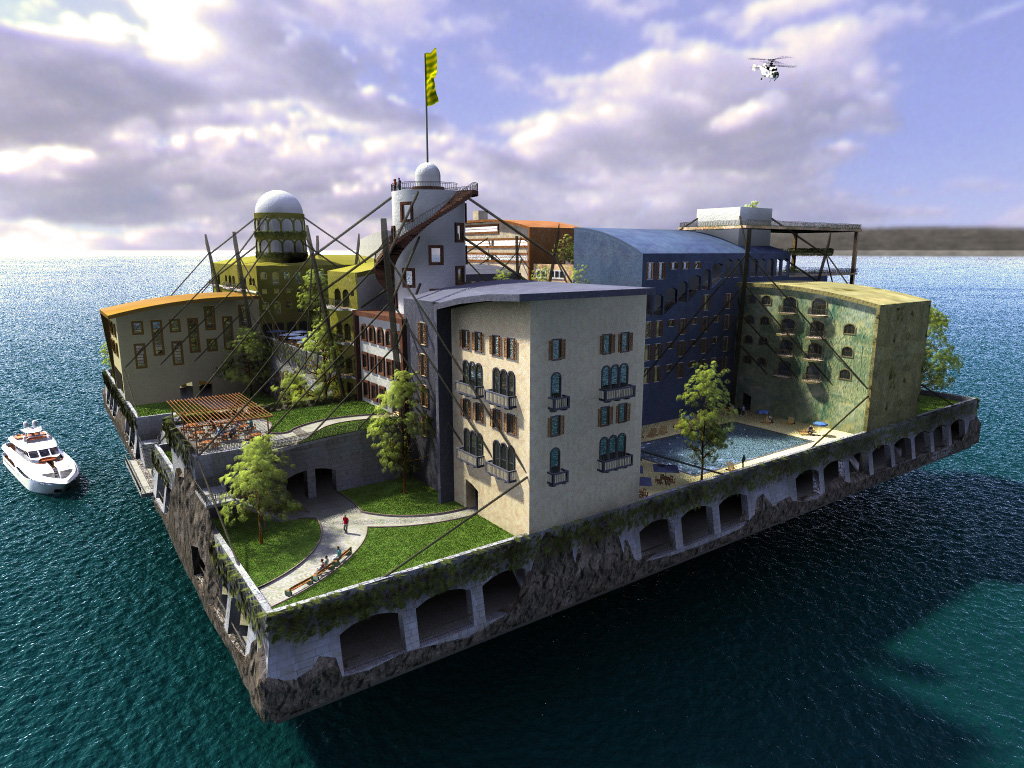
Андрас Гьорфи «Плавучий город»

Пэтри Фридман является исполнительным директором Института систейдинга, основанного 15 апреля 2008 года с помощью 500-тыс.-долл. инвестиции одного из основателей PayPal Петера Тиля. Задача института заключается в «создании долговременных автономных общин в океане для получения возможности экспериментирования и внедрения различных социальных, политических и правовых систем». Изначально проект реализовывался в свободное время — один день в неделю, одновременно с работой инженером в Google в остальное время — но Пэтри Фридман оставил работу в Google 29 июля 2008 г., в свой день рождения, чтобы посвятить все своё время систейдингу. Фридман и его партнер Уэйн Грамлих планируют спустить на воду первый прототип свободно плавающего сообщества в заливе Сан-Франциско в 2010 г. На октябрьском съезде института было заявлено, что планы по спуску на воду первого прототипа переносятся на 2014 г.

## Семья
Пэтри Фридман — внук лауреата Нобелевской премии по экономике Милтона Фридмана и экономиста Розы Фридман и сын известного экономиста и теоретика свободного рынка Дэвида Фридмана. Он разведён, имеет двоих детей.